# Willi Gutting
Willi Gutting (* 5. Dezember 1901 in Lingenfeld; † 21. Februar 1986 in Speyer) war ein deutscher Lehrer und Schriftsteller.

## Leben
Willi Gutting wurde in Lingenfeld als Sohn eines Postsekretärs geboren. 1915–1921 besuchte er  die Lehrerbildungsanstalt Speyer und erhielt im Anschluss eine Stelle als Schulamtsberater. Nach verschiedenen Lehrtätigkeiten in Hördt und Leimersheim wurde er 1935 schließlich Hauptlehrer in Sondernheim. Im Krieg war er 1943–1945 Sanitätsgefreiter an der Ostfront und geriet dort in russische Kriegsgefangenschaft. 1948 wurde Gutting entlassen und kehrte in seinen Lehrerberuf in Sondernheim zurück. Gutting verfasste Erzählungen und Romane, die sich vor allem historisch mit Städten und Menschen in der Pfalz am Rhein beschäftigen.
Eine Straße in Germersheim wurde nach ihm benannt. Willi Gutting war Mitglied im Literarischen Verein der Pfalz.

## Werke
- Glückliches Ufer. Erzählung. Gauverl. Bayreuth 1943.
- Die Aalfischer. Roman vom Oberrhein. Gauverl. Bayreuth 1943.
- Der Apfel des Lebens. Novelle. Hamm, Grote 1950.
- Legenden um Mirjam. Landau, Literarischer Verein der Pfalz 1956.
- Unweit vom Strom, aus der Chronik der Familie Holsch. Karlsruhe, Volksbund für Dichtung (Scheffelbund) 1961.
- Lebensläufe pfälzischer Bäche. Otterbach-Kaiserslautern, Arbogast 1965.
- Unter dem roten Dom, Miniaturen aus einer Kindheit. Ostfildern, Schwabenverlag 1975, ISBN 978-3-7966-0493-5.
- Das Kainsmal, aus den Denkwürdigkeiten des Theophrastus Bombastus. Neustadt/Weinstrasse, Landau/Pfalz, Pfälzische Verlagsanstalt 1976.
- Joel von der goldenen Pforte, bibl. Legenden. Ostfildern, Schwabenverlag 1979, ISBN 978-3-7966-0549-9.
- Hinter dem Spiegel. Ein medizinisch-magischer Bilderbogen aus den 17. Jh., Hrsg. von Monika Beckerle u. Adalbert Orth. Landau/Pfalz, Pfälzische Verlagsanstalt 1985.
- Mord, Brand und Pestilenz. Nachdruck posthum. Speyer, Klein 2004, ISBN 978-3-921797-66-2.

## Auszeichnungen
- 1961 Pfalzpreis für Literatur
- 1977 Gedenkmünze der Stadt Germersheim
- 1987 Martha-Saalfeld-Medaille
- Bundesverdienstkreuz am Bande